# 工作太朗のラジオボーイ
『工作太朗のラジオボーイ』（こうさくたろうのラジオボーイ）は、CBCラジオで毎週土曜日に放送されていたラジオ番組。2018年4月7日放送開始、2019年3月30日放送終了。

## 概要
芸人、シンガーソングライターで活躍する、工作太朗が時には真面目に、時にはくだらないトークを交えながら、素敵な音楽を届けるラジオバラエティ番組。

## パーソナリティー
- 工作太朗（どっかんプロ所属）

## 放送時間
- 毎週土曜日 17:00～19:00
  - 『CBCドラゴンズサタデー』がある場合は短縮、前番組「中野浩一のフリートーク」を放送してからスタートする。
  - 17:45 - 17:50はTBSラジオから『ウィークエンドネットワーク』を放送。